# Stay (Don't Go Away)
Stay (Don't Go Away) is een nummer van de Franse dj David Guetta met de Britse zangeres Raye. De single werd uitgebracht op 9 mei 2019. De single piekte in de Britse UK Singles Chart op de 41e plaats. In de Nederlandse Top 40 haalde Stay (Don't Go Away) de 29e positie. In Vlaanderen kwam de single niet verder dan de Ultratip Bubbling Under van de Vlaamse Ultratop 50.